# Forest Hills – 71st Avenue
Forest Hills – 71st Avenue – stacja metra nowojorskiego, na linii E, F, M i R. Znajduje się w dzielnicy Queens, w Nowym Jorku. Została otwarta 31 grudnia 1936.